# Лакомб, Джексон
Джексон Лакомб (англ. Jackson LaCombe; род. 2001, Иден-Прери, Миннесота) — американский хоккеист, защитник клуба национальной хоккейной лиги «Анахайм Дакс» (с 2022 года). Игрок сборной США по хоккею с шайбой. Чемпион мира 2021 года среди молодёжных команд. Чемпион мира 2025 года.

## Биография
Лакомб родился 9 января 2001 года. Учился в Шаттак-Сент-Мэри, где помог команде SSM выиграть национальный чемпионат США по хоккею среди юниоров 2016 года. В выпускном классе в сезоне 2018/2019 годов установил школьный рекорд по количеству очков, набранных защитником — 89 очков в сезоне.

## Клубная карьера
Лакомб начал свою студенческую карьеру в команде «Миннесота Голден Гоферс» в сезоне 2019/2020 годов. В свой первый год забил три гола и сделал десять результативных передач в 37 играх и стал лучшим защитником-новичком «Большой десятки» по количеству заблокированных бросков и занял второе место по результативности. Впоследствии был включён в команду новичков «Большой десятки».
10 апреля 2023 года «Анахайм Дакс» подписали с Лакомбом двухлетний контракт начального уровня. 11 апреля дебютировал в матче против «Ванкувер Кэнакс», его команда уступила со счётом 2:3. 20 января 2024 года Лакомб забил свой первый гол в НХЛ в проигранном матче против «Сан-Хосе Шаркс».

## Карьера в сборной
В декабре 2020 года был вызван в состав молодёжной сборной США для участия в чемпионате мира среди молодёжных команд. На турнире сыграл 6 матчей, выполнил одну результативную передачу и стал чемпионом мира.
В 2025 году Лакомб был включен в состав первой сборной для участия в чемпионате мира, который проходил в Швеции и Дании, на котором сборная США выиграла золото.